# RT Documentary
RT Documentary, ранее — Russia Today Documentary, сокр. RTД или RT Doc, — документальный телеканал, часть телевизионной сети RT. Вещание осуществляется круглосуточно. Вещание запущено 23 июня 2011 года Президентом России Дмитрием Медведевым (в тестовом режиме вещание началось ранее). Каналы освещают жизнь городов, природу и традиции разных народов России и мира, а также технологические достижения и другие сферы.

## Телеканалы
- RTД на английском языке[6]
- RTД на русском языке[7]

## Вещание телеканала
Каналы доступны по свободному вещанию на спутниках Eutelsat 36° и Hot Bird 13°.

## Награды и премии
- 23 октября 2014 года телеканал «RTД на русском» получил премию «Золотой луч» в номинации «Телеканалы: информация и публицистика» и специальный приз «Выбор зрителей»[8].